# Società Sportiva Barletta 1975-1976
Questa voce raccoglie le informazioni riguardanti la Società Sportiva Barletta nelle competizioni ufficiali della stagione 1975-1976.

## Rosa
| N. |                   | Ruolo | Calciatore            |
| -- | ----------------- | ----- | --------------------- |
|    | Italia (bandiera) | P     | Mario Amata           |
|    | Italia (bandiera) | C     | Paolo Cariati         |
|    | Italia (bandiera) | A     | Andrea Conte          |
|    | Italia (bandiera) | D     | Antonio De Gennaro    |
|    | Italia (bandiera) | A     | Francesco De Palo     |
|    | Italia (bandiera) | D     | Emanuele Di Benedetto |
|    | Italia (bandiera) |       | Antonio Frappampina   |
|    | Italia (bandiera) | A     | Franco Garofalo       |
|    | Italia (bandiera) |       | Gerundini             |
|    | Italia (bandiera) | C     | Vito Iosche           |
|    | Italia (bandiera) |       | Lattanzio             |

| N. |                   | Ruolo | Calciatore               |
| -- | ----------------- | ----- | ------------------------ |
|    | Italia (bandiera) | D     | Giovanni Mariani         |
|    | Italia (bandiera) | D     | Michele Merafina         |
|    | Italia (bandiera) | C     | Salvatore Merico         |
|    | Italia (bandiera) | D     | Michele Patat            |
|    | Italia (bandiera) | C     | Claudio Pellegrini (III) |
|    | Italia (bandiera) | C     | Stefano Pellegrini (II)  |
|    | Italia (bandiera) | A     | Lionello Polesello       |
|    | Italia (bandiera) | P     | Mario Rama               |
|    | Italia (bandiera) | A     | Antonio Rossi            |
|    | Italia (bandiera) | D     | Pier Giorgio Sambo       |